# Браднелл, Джеймс Томас, 7-й граф Кардиган
Джеймс Томас Бра́днелл, 7-й граф Ка́рдиган (ˈkɑːdɪɡ(ə)n) или лорд Кардиган (англ. James Thomas Brudenell, 7th Earl of Cardigan; 16 октября 1797 — 28 марта 1868) — британский военачальник, участник Крымской войны, генерал-лейтенант (1861).
Из аристократической семьи. Унаследовал титул графа Кардигана 14 августа 1837 года.
В июне 1854 года Кардиган был назначен начальником лёгкой кавалерийской бригады (The Light Brigade), отправленной в Крым. С ней он в сражении при Балаклаве 13 (25) октября произвёл свою знаменитую атаку, весьма блистательную вначале, но закончившуюся разгромом его бригады, потерявшей около половины людей.
Английский поэт Альфред Теннисон написал об этом очень известное в англоязычных странах стихотворение «Атака бригады лёгкой кавалерии» (англ. The Charge of the Light Brigade).
Лорду Кардигану приписывается изобретение вязаного жакета на пуговицах и без воротника, который поддевался под форменный мундир, так называемого свитера «кардиган», и тёплого головного убора с вырезами для глаз балаклавы.